# Бахмутівка
Бахму́тівка — село в Україні, у Новоайдарській селищній громаді Щастинського району Луганської області. Населення становить 1182 особи. Відстань до колишнього райцентру становить близько 15 км і проходить автошляхом Н21.

## Російсько-українська війна
30 вересня Гайдай повідомив про загибель більш ніж 50 окупантів у Бахмутівці.

## Населення
За даними перепису 2001 року населення села становило 1182 особи, з них 6,68% зазначили рідною українську мову, 93,23% — російську, а 0,09 — іншу.